# Świątynie Tarxien
Świątynie w Tarxien – ruiny maltańskich świątyni megalitycznych w Tarxien. 
Kompleks budowli megalitycznych z okresu neolitu i epoki brązu został przypadkowo odkryty w 1914 roku przez miejscowego rolnika.  Obiekty wzniesiono z obrobionych bloków skalnych i ozdobiono rytymi i malowanymi dekoracjami. Budowa najstarszej świątyni datowana jest na około 3500 p.n.e. Kompleks dzieli się na pięć części, z których najważniejsze to: 
- Świątynia Południowa – zdobiona motywem spirali. W kamiennym ołtarzu świątyni znaleziono ukryty nóż, co świadczy o składaniu ofiar. W świątyni zachował się fragment olbrzymiego posągu otyłej kobiety – charakterystyczny dla cywilizacji okresu neolitu na Malcie.
- Świątynia Centralna – największa część kompleksu – 24 m długości. Ściany ozdobione motywami zwierzęcymi.